# Ana-Maria Crnogorčević
Ana Maria Crnogorčević, née le 3 octobre 1990 à Steffisburg, au bord du lac de Thoune dans l'Oberland bernois en Suisse, de parents croates est une footballeuse internationale suisse. Elle est double nationale suisse et croate.

## Carrière en club
Ana Maria Crnogorčević fait ses débuts à Thoune, avant de rejoindre l'Allemagne, en 2009 au Hambourg SV. En 2011, elle rejoint le 1.FFC Francfort, club avec lequel elle remporte la Ligue des champions en 2015. Après un passage en NWSL avec les Thorns de Portland, elle rejoint le FC Barcelone en décembre 2019.

## Carrière en sélection

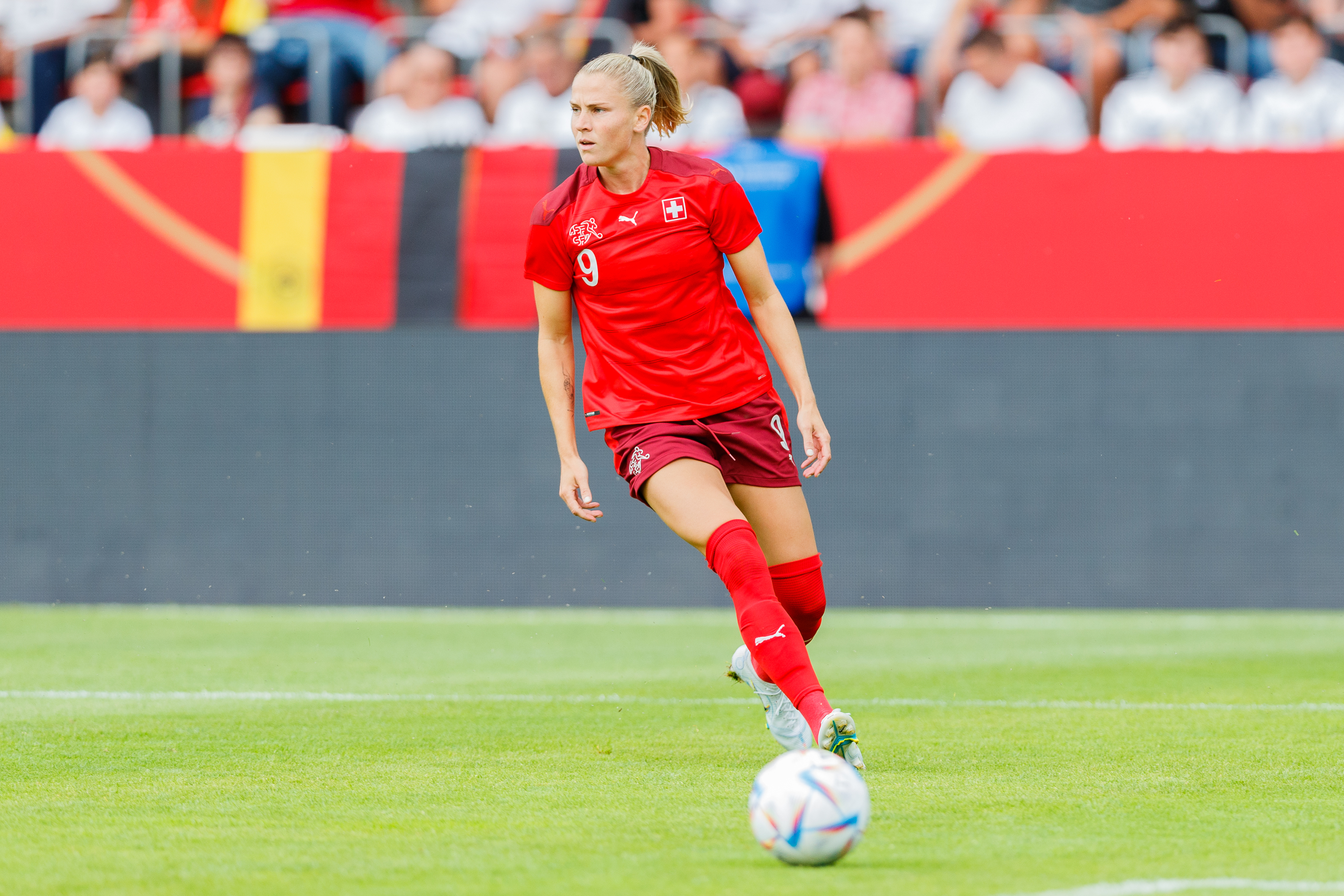
Sous le maillot suisse le 24 juin 2022 face à l'Allemagne.

La joueuse a été approchée par l'équipe de Croatie quand elle avait 17 ans, mais finit par choisir la sélection suisse. Elle participe à la Coupe du monde féminine de football 2015, elle joue 90 minutes contre l'équipe du Japon, match perdu 1-0.

## Palmarès
FC Thoune :
- Championnat de Suisse
  - Meilleur buteuse en 2009

- Coupe de Suisse
  - Vainqueur en 2009

 1. FFC Francfort :
- Coupe d'Allemagne :
  - Finaliste en 2012

- Ligue des champions :
  - Finaliste en 2012

 Thorns de Portland :
- NWSL :
  - Finaliste en 2018

 FC Barcelone :
- Championnat d'Espagne :
  - Vainqueur en 2020, 2021, 2022 et 2023
- Coupe d'Espagne :
  - Vainqueur en 2020 et 2021
- Supercoupe d'Espagne :
  - Vainqueur en 2020 et 2022
- Ligue des champions
  - Vainqueur en 2021 et 2023